# Open Data

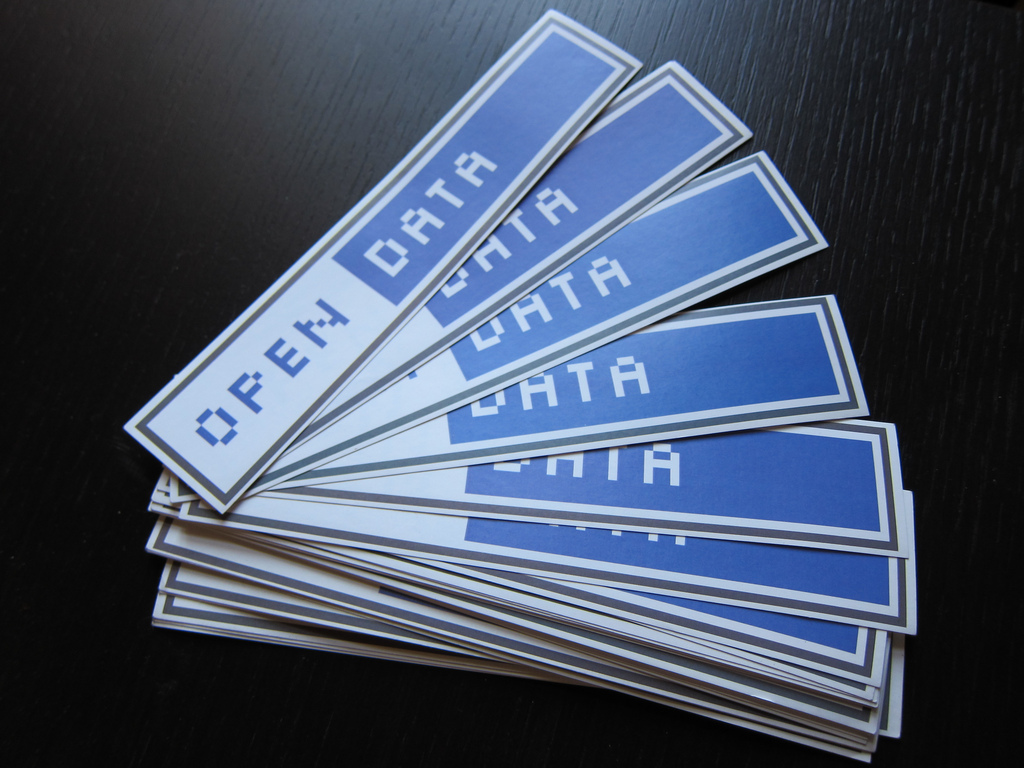

Als Open Data (aus englisch open data ‚offene Daten‘) werden Daten bezeichnet, die von allen zu jedem Zweck genutzt, weiterverbreitet und weiterverwendet werden dürfen. Einschränkungen der Nutzung sind nur erlaubt, um Ursprung und Offenheit des Wissens zu sichern, beispielsweise durch Nennung des Urhebers oder die Verwendung einer Share-alike-Klausel. Solch eine Einschränkung ist nur dann möglich, wenn die Daten durch Immaterialgüterrechte geschützt sind.
Um die Wiederverwendbarkeit der Informationen zu gewährleisten, werden Freie Lizenzen verwendet. Die Open-Data-Bewegung ist im Umfeld der Wissensallmende anzusiedeln und teilt viele Argumente mit den artverwandten Themen Open Source, Open Hardware, Open Content, Open Access, Open Science und Open Education. Die Bereitstellung offener Daten durch die öffentliche Hand wird als eine Voraussetzung für Open Government angesehen.

## Definition
Offene Daten sind sämtliche Datenbestände, die im Interesse der Allgemeinheit der Gesellschaft ohne jedwede Einschränkung zur freien Nutzung, zur Weiterverbreitung und zur freien Weiterverwendung frei zugänglich gemacht werden. Die wissenschaftliche Literatur zitiert beispielhaft Lehrmaterial, Geodaten, Statistiken, Verkehrsinformationen, wissenschaftliche Publikationen, medizinische Forschungsergebnisse oder Hörfunk- und Fernsehsendungen. Bei Open Data kann es sich über Datenbestände staatlicher Stellen hinaus auch um Daten privatwirtschaftlich agierender Unternehmen, Hochschulen sowie Non-Profit-Einrichtungen handeln.
Eine ausführlichere Definition der Kriterien für offene Daten wurde erstmals 2006 von der Open Knowledge Foundation in der Offen-Definition veröffentlicht. Hervorzuheben ist, dass offene Daten keine personenbezogenen Daten oder dem Datenschutz unterliegende Daten beinhalten dürfen.
Um die freie Nutzbarkeit offener Daten zu kennzeichnen, können geeignete freie Lizenzen verwendet werden. Lizenzen, die die Nutzung der Daten einschränken, beispielsweise, indem sie Veränderungen oder kommerzielle Nutzung untersagen, entsprechen nicht der Vereinbarung der „Berliner Erklärung über offenen Zugang zu wissenschaftlichem Wissen“ und der Offen-Definition und gelten somit nicht als offene Daten.

## Geschichte
Das Konzept hinter Open Data kann bis auf das Internationale Geophysikalische Jahr 1957/-58 zurückgeführt werden. Damaliges Ziel war, durch die Einrichtung von Datenaustauschzentren und die Standardisierung von Metadaten den Austausch und die Nutzung wissenschaftlicher Daten zu erleichtern.
In den 1970er Jahren wird der Begriff erstmals in einer Verordnung erwähnt. Wenn internationale Partner die NASA durch Bodenkontrollstationen beim Betrieb amerikanischer Satelliten unterstützten, erforderten die internationalen Vereinbarungen, dass diese Partner eine Open-Data-Richtlinie (im Original open data policy) einführten. Diese Richtlinie musste vergleichbare Anforderungen an die öffentliche Verfügbarkeit von Daten machen wie die hauseigenen Richtlinien der NASA und anderer teilnehmender US-Einrichtungen. Auch das Format, in dem die Daten bereitgestellt wurden, wurde darin spezifiziert.
1995 ging ein Bericht der National Academy of Sciences auf diese und vergleichbare Vereinbarungen zum Austausch wissenschaftlicher Daten ein:

“International programs for global change research and environmental monitoring crucially depend on the principle of full and open exchange …. Experience has shown that increased access to scientific data, information, and related products has often led to significant scientific discoveries and the opportunity for educational enhancement.”

„Internationale Programme zur Erforschung der Weltveränderung und zur Umweltüberwachung hängen entscheidend vom Prinzip des vollständigen und offenen Austauschs ab… Die Erfahrung zeigt, dass gesteigerter Zugang zu wissenschaftlichen Daten, Informationen und verwandten Ergebnissen häufig zu signifikanten wissenschaftlichen Entdeckungen und zu Gelegenheiten für die Verbesserung der Bildung geführt hat.“

Aus diesem Antrieb, wissenschaftliche Daten und Erkenntnisse frei teilen und nachnutzen zu können, entstand auch die Open-Access-Bewegung, die peer-reviewte Forschungsergebnisse der Allgemeinheit frei zugänglich machen möchte.
Der Open-Data-Begriff ist jedoch nicht nur auf wissenschaftliche Daten beschränkt. Die Konzepte Open Government und Open Data sind eng verwandt – in den Vereinigten Staaten wird zudem noch der Begriff Open Government Data verwendet, wobei dieser Begriff sowohl „Daten, die einer Open Government entstammen“ als auch „Offene Daten, die einer Regierung entstammen“ bedeuten kann. In Ländern, in denen transparentes Regierungshandeln durch Informationsfreiheitsgesetze verbrieft ist, hatte die Bürgerschaft zwar rechtlichen Anspruch auf Daten aus Regierungshand, musste diese jedoch individuell anfragen. Ab der Verbreitung des World Wide Web in den 1990ern entstanden in Ländern mit Informationsfreiheitskultur Gesetzesinitiativen, Daten über Regierungshandeln auch ohne vorherige Anfrage maschinenlesbar im Netz zur Verfügung zu stellen.

## Rechtlicher Rahmen
Die Mitgliedsländer der Europäischen Union bekamen durch die PSI-Richtlinie vom 17. November 2003 den Auftrag, bis 1. Juli 2005 nationales Recht für die Weiterverwendung von Informationen des öffentlichen Sektors zu schaffen. Im Juli 2021 wurde die PSI-Richtlinie durch die Richtlinie 2019/1024 ersetzt, die nun ausdrücklich „Open-Data-Richtlinie“ heißt.

### Deutschland
Der Deutsche Bundestag verabschiedete zunächst das Informationsweiterverwendungsgesetz, das am 19. Dezember 2006 in Kraft trat. Als Erweiterung dieser Regelung beschloss der deutsche Bundestag 2017 das sogenannte Open-Data-Gesetz, wodurch Daten von unmittelbaren Bundesbehörden seit dem 13. Juli 2018 maschinenlesbar und entgeltfrei öffentlich zugänglich gemacht werden mussten. Allerdings wurde kritisiert, dass es durch dieses Gesetz keinen Rechtsanspruch auf die Daten gibt und es weitreichende Ausnahmetatbestände für die Veröffentlichung von Daten gibt. Die Bereitstellungspflicht für Open Data wurde in Deutschland 2021 mit dem Zweiten Open-Data-Gesetz (Gesetz zur Änderung des E-Government-Gesetzes und zur Einführung des Gesetzes für die Nutzung von Daten des öffentlichen Sektors) auch auf alle mittelbaren Bundesbehörden sowie Forschungsdaten ausgeweitet. Der Gesetzentwurf für das Zweite Open-Data-Gesetz wurde vom Bundeskabinett am 10. Februar 2021 beschlossen und trat am 23. Juli 2021 mit dem Datennutzungsgesetz in Kraft. Durch dieses Gesetz wurde das bisherige Informationsweiterverwendungsgesetz durch das Datennutzungsgesetz abgelöst, das sich nun auf die aktuelle europäische Open-Data-Richtlinie bezieht.
Die Koalitionsparteien der Ampel-Koalition hatten sich in ihrem Koalitionsvertrag 2021 auf mehrere Gesetzesvorhaben geeinigt, die zu Open Data führen sollten. Neben einem Transparenzgesetz, einem Rechtsanspruch auf Open Data und einem Mobilitätsdatengesetz hoben sie die Bedeutung der Veröffentlichung von Forschungsdaten hervor und planten ein Forschungsdatengesetz.

„Das ungenutzte Potential, das in zahlreichen Forschungsdaten liegt, wollen wir effektiver für innovative Ideen nutzen. Den Zugang zu Forschungsdaten für öffentliche und private Forschung wollen wir mit einem Forschungsdatengesetz umfassend verbessern sowie vereinfachen und führen Forschungsklauseln ein.“

### Österreich
Der österreichische Nationalrat setzte die PSI-Richtlinie zum 19. November 2005 im Informationsweiterverwendungsgesetz (IWG) um. Im Juli 2022 wurde die Neufassung als IWG 2022 verkündet, mit der die europäische Open-Data-Richtlinie umgesetzt wird.

### Schweiz
Seit dem 1. Januar 2024 gilt in der Schweiz das Bundesgesetz über den Einsatz elektronischer Mittel zur Erfüllung von Behördenaufgaben (EMBAG).
Art. 10 des Gesetztes schreibt der Schweizerischen Bundesverwaltung vor, dass sie ihre Daten „die zur Erfüllung ihrer gesetzlichen Aufgaben beschaffen oder generieren und die elektronisch gespeichert und in Sammlungen strukturiert vorliegen“, öffentlich zugänglich machen müssen. Dies entspricht dem «Open by default» Prinzip. Ausnahmen davon sind zum Beispiel Personendaten, Urheberrechte oder Geheimhaltungspflichten, bei denen keine Pflicht zur Publikation besteht.

## Forderungen der Open-Data-Bewegung
Open Data bezieht sich speziell auf Informationen, außerhalb einer Textform, wie zum Beispiel Wetterdaten, Karten, Genomen oder medizinischen Daten. Da dieses Material von kommerziellem Interesse ist, kommt es hier oft zu Widerspruch. Befürworter von Open Data argumentieren jedoch, es handle sich dabei um Allgemeingut, und die freie Verwendung der Daten dürfe nicht durch Restriktionen behindert werden.
Ein typischer Fall, der die Notwendigkeit von Open Data zeigen soll:

“Numerous scientists have pointed out the irony that right at the historical moment when we have the technologies to permit worldwide availability and distributed process of scientific data, broadening collaboration and accelerating the pace and depth of discovery […] we are busy locking up that data and preventing the use of correspondingly advanced technologies on knowledge.”

„Viele Wissenschaftler haben die Ironie aufgezeigt, dass gerade jetzt, zu dem Zeitpunkt in der Geschichte, da wir die Technologien haben, die eine weltweite Verfügbarkeit von wissenschaftlichen Daten und verteilte Verarbeitung dieser ermöglichen, wo Zusammenarbeit vertieft werden und Entdeckungen beschleunigt werden können, dass genau zu diesem Zeitpunkt wir unsere Zeit darauf verwenden, ebendiese Daten verschlossen zu halten und dadurch die Anwendung ebenso fortschrittlicher Technologien zu ihrer Erschließung verhindern.“

Datenerzeuger vernachlässigen oftmals die Notwendigkeit, Benutzerrechte festzulegen. Zum Beispiel kann eine fehlende (eventuell freie) Lizenzierung Daten unnötig von einer weiteren freien Verwendung ausschließen. Befürworter von Open Data argumentieren jedoch, dass es sich bei vielen potenziellen Datensätzen ohnehin um Faktendaten handle. Das heißt, dass den Daten keine für einen urheberrechtlichen Schutz notwendige individuelle geistige Schöpfung innewohne, sondern es sich um möglichst akkurate Abbildungen der Realität, beispielsweise durch Messungen, handle.
Die Open-Data-Bewegung fordert nicht nur den freien Zugang zu Daten, sondern generiert diese auch selber. Ein Beispiel dafür ist OpenStreetMap. Befürworter behaupten, dass durch das Open-Data-Konzept auch eine demokratischere Gesellschaft möglich sei – so ermöglicht beispielsweise die englische Webseite TheyWorkForYou.com, das Abstimmungsverhalten der britischen Abgeordneten nachzuverfolgen. Im Zusammenhang mit Daten, die eine Regierung betreffen, wird auch von Open Government gesprochen. Rob McKinnon sagte bei einem Vortrag auf der re:publica, dass „der Verlust des Datenprivilegs zu neuen Machtstrukturen innerhalb einer Gesellschaft führen kann“.
Ein weiteres Beispiel ist die Seite farmsubsidy.org, die zeigt, an wen EU-Agrarsubventionen gezahlt werden, die fast die Hälfte des Gesamtbudgets ausmachen. Speziell deutsche Politiker sperren sich seit langem, dass diese Informationen öffentlich werden.
Daten, die den Kriterien von Open Data genügen sollen, müssen strukturiert und maschinenlesbar zur Verfügung gestellt werden, so dass sie sich filtern, durchsuchen und von anderen Anwendungen weiterverarbeiten lassen können. Daten von Regierungsstellen zum Beispiel liegen oft als PDF vor und sind somit nicht ohne Probleme weiterzuverarbeiten.

## Argumentationen für und gegen Open Data
Die Forderung nach Open Data wird unterschiedlich begründet. Einerseits wird argumentiert, dass Open Data Transparenz und Zusammenarbeit fördert. An anderen Stellen wird der volkswirtschaftliche Wert offener Daten aus der öffentlichen Verwaltung hervorgehoben, der 2016 von der Konrad-Adenauer-Stiftung auf jährlich 43,1 Milliarden Euro geschätzt wurde. Insbesondere bei Informationen der öffentlichen Hand lautet ein weiteres Argument, dass es sich um aus öffentlichen Mitteln finanzierte Daten handelt, die daher auch frei durch die Allgemeinheit verwendbar sein sollen.

### Argumente für Open Data
- „Daten gehören den Menschen“ – typische Beispiele: Genome, medizinische Forschung, umweltwissenschaftliche Daten.
- Öffentliche Gelder haben die Generierung der Daten erst ermöglicht, also müssen sie auch öffentlich zugänglich sein (tatsächlich treten Wissenschaftler in der Regel die Rechte an den von ihnen generierten Daten an private Verlage ab, wenn sie ihre Ergebnisse publizieren).
- Fakten können nicht dem Urheberrecht unterliegen.
- Die durch freien Zugang und Verwendung der Daten ermöglichte Zusammenarbeit erweitert die verwendbaren Daten und den Nutzen für die Allgemeinheit und den Autor. Berühmtestes Beispiel dafür ist die Wikipedia.
- Forschung wird gefördert, wenn wissenschaftliche Erkenntnisse für alle Forscher frei zugänglich sind. Forschungsdaten nicht zugänglich zu machen widerspricht Guter wissenschaftlicher Praxis und schränkt die Reproduzierbarkeit, Weiterentwicklung und Transfer ein.[28]
- In den Behörden wird Geld gespart, weil z. B. weniger bzw. keine Anfragen mehr an die Behörden gestellt werden.[29]
- Unternehmen können einfacher und besser Geld erwirtschaften, weil die für bestimmte Projekte nötigen Daten besser bzw. überhaupt verfügbar sind.[30]
- Die Bürger können sich besser über ihre Umgebung informieren sowie Zusammenhänge, Vorhaben und Zahlen und Fakten besser verstehen.[31]

### Argumente gegen Open Data
- Moralischer Anspruch auf das Urheberrecht
- Der Urheber möchte finanziellen Gewinn erzielen
- Innovationsschutz durch Marken- und Patentrecht. Der Urheber möchte seine neuen Ideen schützen.
- Durch Open Data treten durch Steuergelder geförderte Informationssammlungen in Konkurrenz zu kommerziellen Angeboten (Wettbewerbsrecht, siehe auch Streit zur Tagesschau-App)
- Durch die einfache Zugänglichkeit von Daten und eventuell sogar dem Recht, Änderungen daran vorzunehmen, besteht die Gefahr, dass die Daten absichtlich oder unabsichtlich verfälscht werden.
- Durch das Offenlegen von Daten wird deren Missbrauch erleichtert. Beispiele sind Listen von Sicherheitslücken in IT-Systemen, Daten aus der Waffenforschung, oder Publikationen zu genmanipulierten hochansteckenden Vogelgrippeviren.[32]
- Datenschutzrechtliche Bedenken, z. B. wenn das Verhalten von Individuen aufgezeichnet wird, und die Datensätze nicht ausreichend anonymisiert wurden.
- Haftung: Je nachdem, ob die offenen Datensätze dem Kunden kostenlos oder kommerziell zugänglich gemacht werden, unterscheidet sich die Haftung wenn diese Datensätze genutzt werden, und es zu einem Schadensfall kommt. Die rechtliche Lage zur Haftung kann je nach Einzelfall stark variieren.[33]

## Projekte, die Open Data anbieten
| Projekt/Institution                                                         | Inhalt                                                             | Lizenz                                                                                             |
| --------------------------------------------------------------------------- | ------------------------------------------------------------------ | -------------------------------------------------------------------------------------------------- |
| Wikipedia                                                                   | Wissen                                                             | CC BY-SA                                                                                           |
| Wikidata                                                                    | Daten                                                              | CC0                                                                                                |
| OpenStreetMap                                                               | Geo-Daten                                                          | ODbL                                                                                               |
| PANGAEA                                                                     | Erdsystem                                                          | CC BY                                                                                              |
| Datahub.io                                                                  | Daten                                                              | abhängig von jeweiligen Datensätzen                                                                |
| Brandenburg                                                                 | Daten, Geo-Daten                                                   | abhängig von jeweiligen Datensätzen                                                                |
| Berlin                                                                      | Daten                                                              | abhängig von jeweiligen Datensätzen                                                                |
| Düsseldorf                                                                  | Daten                                                              | Datensätze (soweit nicht anders gekennzeichnet): DL-DE->Zero-2.0, Redaktionelle Inhalte: CC-BY 4.0 |
| Hamburg                                                                     | Daten                                                              | abhängig von jeweiligen Datensätzen                                                                |
| Leipzig                                                                     | Daten                                                              | abhängig von jeweiligen Datensätzen                                                                |
| Wuppertal                                                                   | Daten                                                              | abhängig von jeweiligen Datensätzen                                                                |
| Deutsche Bahn                                                               | Daten                                                              | abhängig von jeweiligen Datensätzen                                                                |
| GDELT Project                                                               | Daten                                                              | |
| opendata.swiss                                                              | OGD                                                                | div. proprietäre Lizenzen                                                                          |
| data.gv.at                                                                  | OGD                                                                | CC-BY 4.0                                                                                          |
| govdata.de                                                                  | OGD                                                                | abhängig von jeweiligen Datensätzen                                                                |
| e!DAL PGP                                                                   | Pflanzengenom und -phänom                                          | Creative Commons kompatible Lizenzen                                                               |
| Open Food Facts                                                             | Nahrungsmittelproduktdatenbank                                     | ODbL                                                                                               |
| VGN Soll Fahrpläne                                                          | Daten (Fahrpläne)                                                  | CC BY 3.0 DE                                                                                       |
| open bydata (Bayern)                                                        | Daten                                                              | abhängig von jeweiligen Datensätzen, ausschließlich konform mit Open Definition                    |
| Baustelleninformationssystem des Bundes und der Länder                      | Daten                                                              | |
| Deutscher Wetterdienst                                                      | Daten                                                              | |
| Open-Data-Portal Stadt München                                              | Daten                                                              | |
| CERN                                                                        | Daten                                                              | |
| NASA                                                                        | Daten                                                              | |
| Open-Data-Portal Stadt Freiburg                                             | Daten                                                              | |
| Schleswig-Holstein                                                          | Daten. Offen für alle Kommunen aus Schleswig-Holstein              | |
| OpenData ÖPNV                                                               | Daten                                                              | abhängig von jeweiligen Datensätzen                                                                |
| Open-Data-Portal Stadt Münster                                              | Daten                                                              | abhängig von jeweiligen Datensätzen                                                                |
| EPREL – Europäische Produktdatenbank für die Energieverbrauchskennzeichnung | Produktdaten und Energieeffizienzklasse von elektronischen Geräten | CC BY 4.0                                                                                          |

## Open-Data-Hackathons
Der Hackathon „Coding da Vinci“ wird seit 2014 jährlich in Deutschland ausgerichtet und fordert Entwickler auf, Anwendungen zu erarbeiten, die Daten aus Kultureinrichtungen nutzbar machen. Im Gegensatz zu klassischen Hackathons haben die Teilnehmer des „Coding da Vinci“ sechs bis zehn Wochen Zeit für die Entwicklung der Softwareanwendung. 2015 veranstaltete die Stadt Freiburg im Breisgau einen Open-Data-Hackathon zur besseren Nutzung der Open Data der Stadt. Die Deutsche Bahn veranstaltete 2015 eine „DB Open Data-Train Challenge“ zur Entwicklung einer neuartigen Fahrplananzeige.

## Closed Data
Es existieren verschiedene Mechanismen, um den freien Zugang zu Daten und deren freie Weiterverwendung zu erschweren:
- Lagerung der Daten in nicht-digitalisierter (d. h. Papier-) Form
- Verwendung von proprietären Technologien (z. B. nicht-offene Dateiformate)
- Urheberrecht
- Patente
- Lizenzvereinbarungen
- Zeitlich begrenzter oder kostenpflichtiger Zugang zu den Daten
- Kommerzielle Anbieter, die versuchen, mit Lobbyarbeit Einfluss auf die Politik zu erlangen, und Open Data einzuschränken. Dies geschah z. B. bei PubChem, einer US-amerikanischen Datenbank zu chemischen Verbindungen.[47]